# Swetlana Wjatscheslawowna Nageikina
Swetlana Wjatscheslawowna Nageikina (russisch Светлана Вячеславовна Нагейкина; * 2. Februar 1965 in Tambow) ist eine ehemalige russische Skilangläuferin.

## Werdegang
Nageikina debütierte im Februar 1986 in Oberstdorf im Weltcup und belegte dabei den sechsten Platz über 20 km klassisch. In der Saison 1987/88 kam sie im Weltcup viermal unter die ersten Zehn. Dabei erreichte sie mit dem dritten Platz über 10 km Freistil in Rovaniemi ihre erste Podestplatzierung und belegte zum Saisonende den neunten Platz im Gesamtweltcup. Bei den Olympischen Winterspielen 1988 in Calgary gewann sie mit der sowjetischen Staffel die Goldmedaille. Zudem wurde sie Achte über 5 km klassisch und Vierte über 10 km klassisch. In der folgenden Saison erreichte sie in Kavgolovo bei ihren einzigen Saisonstart im Weltcup mit dem zweiten Platz über 15 km klassisch erneut das Podest. Nach drei dritten Plätzen zu Beginn der Saison 1989/90, holte sie über 10 km klassisch in Bohinj ihren einzigen Einzelsieg im Weltcup. Es folgte in Lahti mit der Staffel und über 5 km Freistil jeweils der zweite Platz und zum Saisonende der vierte Rang im Gesamtweltcup. In der Saison 1990/91 kam sie wie in der Vorsaison bei allen Weltcuprennen unter die ersten Zehn, darunter Platz zwei über 30 km klassisch in Minsk und mit der Staffel in Oslo. In Falun siegte sie mit der Staffel und belegte zum Saisonende den achten Platz im Gesamtweltcup. Bei den nordischen Skiweltmeisterschaften 1991 im Val di Fiemme errang sie den 14. Platz über 10 km Freistil, den achten Platz über 15 km klassisch und den fünften Platz über 30 km Freistil. In der folgenden Saison konnte sie ihre starken Ergebnisse nicht wiederholen. Nach Platz drei zu Beginn der Saison in Silver Star, erreichte sie bei sechs Teilnahmen, zwei Resultate unter die ersten Zehn und belegte den 12. Platz im Gesamtweltcup. Auch in der Saison 1992/93 errang sie zwei Platzierungen in den Top Zehn und schließlich den 13. Rang im Gesamtweltcup. Ihr bestes Resultat dabei war der vierte Platz über 30 km klassisch in Kavgolovo. Beim Saisonhöhepunkt den nordischen Skiweltmeisterschaften 1993 in Falun belegte sie den 31. Platz über 30 km Freistil und den 19. Rang über 15 km klassisch. Nach fünf Top-Zehn-Platzierungen in der ersten Saisonhälfte der Saison 1993/94, errang sie bei den Olympischen Winterspielen 1994 in Lillehammer den 19. Platz im Verfolgungsrennen, den 16. Platz über 5 km klassisch und den neunten Platz über 30 km klassisch. Es folgten im Weltcup in Lahti mit der Staffel der zweite Platz und in Falun der erste Platz. Beim letzten Weltcup der Saison in Thunder Bay wurde sie Dritte über 5 km klassisch und belegte abschließend den sechsten Platz im Gesamtweltcup. Nachdem sie in der Saison 1994/95 pausierte, kam sie in der Saison 1995/96 dreimal unter die ersten Zehn im Weltcupeinzel. Zudem wurde sie Dritte mit der Staffel in Santa Caterina Valfurva und siegte mit der Staffel in Nové Město und in Oslo. Die Saison beendete sie auf dem 13. Platz im Gesamtweltcup. Ihr bestes Einzelresultat im Weltcup in der folgenden Saison war der siebte Platz über 30 km Freistil in Oslo. Bei den nordischen Skiweltmeisterschaften 1997 in Trondheim wurde sie Zehnte über 30 km klassisch. Ebenfalls in der Saison errang sie mit der Staffel Platz drei in Davos, Platz zwei in Brusson und Platz eins in Oslo. Zum Saisonende erreichte sie den 18. Platz im Gesamtweltcup. In der Saison 1997/98 kam sie im Weltcupeinzel achtmal unter die ersten Zehn, darunter einmal den dritten und zweimal den zweiten Platz. Zudem siegte sie im Fleimstal und belegte in Lahti den dritten Platz jeweils mit der Staffel. Beim Saisonhöhepunkt den Olympischen Winterspielen 1998 in Nagano errang sie den 16. Platz über 15 km klassisch. Die Saison beendete sie auf dem sechsten Platz im Gesamtweltcup. Nach Platz 16 und Acht zu Beginn der Saison 1998/99 in Toblach gewann sie in Davos zusammen mit der Staffel. Im weiteren Saisonverlauf errang sie in Nové Mesto den dritten Platz über 10 km klassisch und in Falun den zweiten Platz über 15 km klassisch. Bei den nordischen Skiweltmeisterschaften 1999 in Ramsau am Dachstein belegte sie den 11. Platz im Verfolgungsrennen und jeweils den vierten Rang über 5 km klassisch und über 30 km klassisch. Zum Saisonende siegte sie in Falun und in Oslo jeweils mit der Staffel und erreichte den siebten Platz im Gesamtweltcup.
In der Saison 1999/2000 kam Nageikina im Weltcup 11-mal unter die ersten Zehn, darunter zwei dritte und ein zweiter Platz und erreichte damit den 15. Platz im Sprintweltcup und den zehnten Rang im Gesamtweltcup. Ebenfalls in der Saison startete sie im Marathon-Cup. Dabei siegte sie beim Marcialonga, beim König-Ludwig-Lauf und beim Wasalauf und gewann damit die Gesamtwertung. In der folgenden Saison erreichte sie im Weltcupeinzel sechs Top-Zehn-Platzierungen. Im Januar 2001 wurde sie in Krasnogorsk russische Meisterin über 30 km und siegte beim Dolomitenlauf. Bei den nordischen Skiweltmeisterschaften 2001 in Lahti belegte sie den 11. Platz über 15 km klassisch und den 11. Rang über 10 km klassisch. Die Saison beendete sie auf dem 16. Platz im Gesamtweltcup. Nachdem sie nach der Saison 2000/01 vom russischen Verband zum belarussischen Verband wechselte, kam sie in der Saison 2001/02 bei 14 Teilnahmen im Weltcupeinzel, zweimal unter die ersten Zehn, darunter Platz drei im 15-km-Massenstartrennen im Fleimstal. Ihr bestes Ergebnis beim Saisonhöhepunkt Olympischen Winterspielen 2002 in Salt Lake City war jeweils der fünfte Platz im 15-km-Massenstartrennen und mit der Staffel. Im März 2002 gewann sie zum zweiten Mal den Wasalauf und erreichte zum Saisonende den 23. Platz im Gesamtweltcup. Ihr bestes Einzelergebnis im Weltcup in der Saison 2002/03 war der siebte Platz im 15-km-Massenstartrennen in Otepää. Ihre besten Platzierungen bei den nordischen Skiweltmeisterschaften 2003 im Val di Fiemme waren der achte Platz im Skiathlon und der fünfte Rang mit der Staffel. Ab der Saison 2003/04 startete sie wieder für den russischen Verband. Zu Beginn der Saison 2003/04 holte sie in Krasnogorsk ihren einzigen Sieg im Continental-Cup. Es folgten zwei Weltcuprennen, welche sie jeweils auf dem vierten Platz beendete. In den folgenden Saisons startete sie vorwiegend bei FIS-Rennen. Ihr letztes internationales Rennen lief sie im Januar 2007 beim Weltcup in Rybinsk, welches sie auf dem 27. Platz im 15-km-Massenstartrennen beendete.

## Erfolge

### Siege bei Weltcuprennen

#### Weltcupsiege im Einzel
| Nr. | Datum            | Ort    | Disziplin                       |
| --- | ---------------- | ------ | ------------------------------- |
| 1.  | 25. Februar 1990 | Bohinj | 10 km klassisch Individualstart |

#### Weltcupsiege im Team
| Nr. | Datum             | Ort           | Disziplin            |
| --- | ----------------- | ------------- | -------------------- |
| 1.  | 21. Februar 1988  | Calgary       | 4 × 5 km Staffel 1 2 |
| 2.  | 10. März 1991     | Falun         | 4 × 5 km Staffel 3   |
| 3.  | 13. März 1994     | Falun         | 4 × 5 km Staffel 4   |
| 4.  | 14. Januar 1996   | Nové Město    | 4 × 5 km Staffel 4   |
| 5.  | 17. März 1996     | Oslo          | 4 × 5 km Staffel 5   |
| 6.  | 16. März 1997     | Oslo          | 4 × 5 km Staffel 6   |
| 7.  | 14. Dezember 1997 | Val di Fiemme | 4 × 5 km Staffel 7   |
| 8.  | 20. Dezember 1998 | Davos         | 4 × 5 km Staffel 8   |
| 9.  | 14. März 1999     | Falun         | 4 × 5 km Staffel 9   |
| 10. | 21. März 1999     | Oslo          | 4 × 5 km Staffel 10  |

### Siege bei Continental-Cup-Rennen
| Nr. | Datum             | Ort         | Disziplin      | Serie           |
| --- | ----------------- | ----------- | -------------- | --------------- |
| 1.  | 29. Dezember 2003 | Krasnogorsk | 10 km Freistil | Continental-Cup |

### Siege bei Worldloppet-Cup-Rennen
Anmerkung: Vor der Saison 2015/16 hieß der Worldloppet Cup noch Marathon Cup.
| Nr. | Datum           | Ort           | Rennen            | Disziplin                   |
| --- | --------------- | ------------- | ----------------- | --------------------------- |
| 1.  | 30. Januar 2000 | Val di Fiemme | Marcialonga       | 70 km Freistil Massenstart  |
| 2.  | Februar 2000    | Oberammergau  | König-Ludwig-Lauf | 51 km klassisch Massenstart |
| 3.  | 5. März 2000    | Sälen         | Wasalauf          | 90 km klassisch Massenstart |
| 4.  | 3. März 2002    | Sälen         | Wasalauf          | 90 km klassisch Massenstart |

### Sonstige Siege bei Skimarathon-Rennen
- 2001 Dolomitenlauf 50 km Freistil

## Teilnahmen an Weltmeisterschaften und Olympischen Winterspielen

### Olympische Spiele
- 1988 Calgary: 1. Platz Staffel, 4. Platz 10 km klassisch, 8. Platz 5 km klassisch
- 1994 Lillehammer: 9. Platz 30 km klassisch, 16. Platz 5 km klassisch, 19. Platz 10 km Verfolgung
- 1998 Nagano: 16. Platz 15 km klassisch
- 2002 Salt Lake City: 5. Platz Staffel, 5. Platz 15 km Freistil Massenstart, 11. Platz 30 km klassisch, 14. Platz 10 km klassisch

### Nordische Skiweltmeisterschaften
- 1991 Val di Fiemme: 5. Platz 30 km Freistil, 8. Platz 15 km klassisch, 14. Platz 10 km Freistil, 21. Platz 5 km klassisch
- 1993 Falun: 19. Platz 15 km klassisch, 31. Platz 30 km Freistil
- 1997 Trondheim: 10. Platz 30 km klassisch
- 1999 Ramsau: 4. Platz 5 km klassisch, 4. Platz 30 km klassisch, 11. Platz 15 km Verfolgung
- 2001 Lahti: 8. Platz 10 km klassisch, 11. Platz 15 km klassisch
- 2003 Val di Fiemme: 5. Platz Staffel, 8. Platz 10 km Skiathlon, 13. Platz 30 km Freistil

## Platzierungen im Weltcup

### Weltcup-Statistik
Die Tabelle zeigt die erreichten Platzierungen im Einzelnen.
- 1.–3. Platz: Anzahl der Podiumsplatzierungen
- Top 10: Anzahl der Platzierungen unter den ersten zehn
- Punkteränge: Anzahl der Platzierungen innerhalb der Punkteränge
- Starts: Anzahl gelaufener Rennen in der jeweiligen Disziplin
- Hinweis: Bei den Distanzrennen erfolgt die Einordnung gemäß FIS.

| Platzierung         | Distanzrennen a | Distanzrennen a | Distanzrennen a | Distanzrennen a | Distanzrennen a | Skiathlon Verfolgung | Sprint | Etappen- rennen b | Gesamt | Team c | Team c  |
| Platzierung         | ≤ 5 km          | ≤ 10 km         | ≤ 15 km         | ≤ 30 km         | > 30 km         | Skiathlon Verfolgung | Sprint | Etappen- rennen b | Gesamt | Sprint | Staffel |
| ------------------- | --------------- | --------------- | --------------- | --------------- | --------------- | -------------------- | ------ | ----------------- | ------ | ------ | ------- |
| 1. Platz            |                 | 1               |                 |                 |                 |                      |        |                   | 1      |        | 10      |
| 2. Platz            | 1               |                 | 3               | 2               |                 |                      |        |                   | 6      |        | 5       |
| 3. Platz            | 3               | 3               | 3               |                 |                 | 1                    | 1      |                   | 11     |        | 3       |
| Top 10              | 12              | 21              | 21              | 18              | 3               | 7                    | 2      |                   | 84     | 2      | 26      |
| Punkteränge         | 34              | 37              | 33              | 21              | 5               | 15                   | 12     |                   | 157    | 2      | 26      |
| Starts              | 36              | 43              | 33              | 22              | 5               | 16                   | 17     |                   | 172    | 2      | 26      |
| Stand: Karriereende |                 |                 |                 |                 |                 |                      |        |                   |        |        |         |

### Weltcup-Gesamtplatzierungen
| Saison    | Gesamt | Gesamt | Distanz | Distanz | Sprint | Sprint |
| Saison    | Punkte | Platz  | Punkte  | Platz   | Punkte | Platz  |
| --------- | ------ | ------ | ------- | ------- | ------ | ------ |
| 1985/86   | 17     | 20.    | -       | -       | -      | -      |
| 1986/87   | 16     | 27.    | -       | -       | -      | -      |
| 1987/88   | 55     | 9.     | -       | -       | -      | -      |
| 1988/89   | 20     | 24.    | -       | -       | -      | -      |
| 1989/90   | 134    | 4.     | -       | -       | -      | -      |
| 1990/91   | 80     | 8.     | -       | -       | -      | -      |
| 1991/92   | 33     | 12.    | -       | -       | -      | -      |
| 1992/93   | 185    | 13.    | -       | -       | -      | -      |
| 1993/94   | 368    | 6.     | -       | -       | -      | -      |
| 1994/95   | -      | -      | -       | -       | -      | -      |
| 1995/96   | 273    | 13.    | -       | -       | -      | -      |
| 1996/97   | 176    | 18.    | -       | -       | -      | -      |
| 1997/98   | 375    | 6.     | -       | -       | -      | -      |
| 1998/99   | 530    | 7.     | -       | -       | -      | -      |
| 1999/2000 | 548    | 10.    | -       | -       | 95     | 15.    |
| 2000/01   | 241    | 16.    | -       | -       | 41     | 34.    |
| 2001/02   | 214    | 23.    | -       | -       | 3      | 66.    |
| 2002/03   | 78     | 44.    | -       | -       | -      | -      |
| 2003/04   | 100    | 44.    | 100     | 31.     | -      | -      |
| 2004/05   | -      | -      | -       | -       | -      | -      |
| 2005/06   | 70     | 54.    | 59      | 40.     | 11     | 58.    |
| 2006/07   | 4      | 107.   | 4       | 82.     | -      | -      |